# Anton de Bary
Heinrich Anton de Bary (ur. 26 stycznia 1831 we Frankfurcie nad Menem, zm. 19 stycznia 1888 w Strasburgu) – niemiecki botanik, mykolog i fitopatolog, twórca briologii.
Był jednym z dziesięciorga dzieci lekarza Augusta Theodora de Bary i Emilie Meyer de Bary. Ojciec zachęcał go do przyłączenia się do wycieczek aktywnej grupy przyrodników, którzy zbierali okazy na okolicznych wsiach. W 1848 roku de Bary ukończył gimnazjum we Frankfurcie i rozpoczął studia medyczne w Heidelbergu, później w Marburgu. W 1850 kontynuował je w Berlinie, ale równocześnie rozwijał swoje zainteresowania nauką o roślinach. W 1853 ukończył medycynę w Berlinie, ale rozprawę doktorską napisał z zakresu botaniki. W tym samym roku opublikował książkę o grzybach powodujących u roślin choroby zwane rdzą i śniecią. Tylko przez krótki czas praktykował jako lekarz. Został wykładowcą botaniki na Uniwersytecie w Tybindze. W 1855 na Uniwersytecie we Fryburgu założył najbardziej zaawansowane w owym czasie laboratorium botaniczne.
W 1861 de Bary poślubił Antonie Einert, z którą miał czworo dzieci. W 1867 roku przeniósł się na Uniwersytet w Halle. Został tu współredaktorem czasopisma Botanische Zeitung, a później jedynym jego redaktorem. Czasopismo to wywarło wielki wpływ na rozwój botaniki. Po wojnie francusko-pruskiej (1870–1871), de Bary został mianowany profesorem botaniki na Uniwersytecie w Strasburgu. Założył tu uniwersytecki ogród botaniczny. Prowadził wiele badań w uniwersyteckim instytucie botanicznym, przyciągnął wielu studentów z Europy i Ameryki oraz wniósł duży wkład w rozwój botaniki.
De Bary poświęcił się badaniu grzybów chorobotwórczych. W tym czasie uważano, że powstają one samoistnie. De Bary wykazał, że nie są produktami zawartości komórek zaatakowanych roślin i nie powstały z wydzieliny chorych komórek. W owym czasie zaraza ziemniaka powodowała rozległe dewastacje upraw i ogromne straty gospodarcze. De Bary zbadał powodującego tę chorobę grzyba Phytophthora infestans i jego cykl życiowy. Pochodzenie chorób roślin nie było wówczas znane. De Bary stwierdził, że czynnikami chorobotwórczymi są grzyby. Doszedł do wniosku, że grzyby z grupy rdzowców (Uredinales) i głowniowców (|Ustilaginales) są pasożytami.
De Bary zauważył także, że pewne morfy, które zostały sklasyfikowane jako odrębne gatunki, były w rzeczywistości kolejnymi etapami rozwoju tego samego organizmu. Badał historię rozwoju śluzowców (Myxomycetes) i zauważył ich podobieństwo do zwierząt. Jako pierwszy utworzył termin Mycetozoa, który obejmuje niższe zwierzęta i śluzowce. W swojej pracy nad Myxomycetes (1858 r.) zwrócił uwagę, że na jednym etapie ich cyklu życiowego (stadium plazmodialne) były one niewiele więcej niż bezkształtnymi, ruchliwymi masami substancji, którą Félix Dujardin nazwał sarcode (protoplazma).
De Bary jako pierwszy opisał rozmnażanie płciowe grzybów. W 1858 r. zaobserwował koniugację u glonów skrętnica (Spirogyra), a w 1861 r. opisał rozmnażanie płciowe u grzyba Peronospora sp. Widział konieczność obserwacji całego cyklu życiowego patogenów i próbował śledzić go w żywych roślinach żywicielskich. Ponad 15 lat badał grzybopodobne gatunki z grupy Peronosporeae, szczególnie Phytophthora infestans i rodzaju Albugo, pasożyty ziemniaka. W swojej opublikowanej w 1863 roku pracy zatytułowanej „Recherches sur le development de quelques champignons parasites”, donosił o zaszczepieniu zarodników P. infestans na zdrowych liściach ziemniaka i obserwowaniu penetracji liścia i późniejszego wzrostu grzybni, która zaatakowała tkankę, powstawanie konidiów i pojawienie się charakterystycznych czarnych plam zarazy ziemniaczanej. Wykonywał też podobne eksperymenty na łodygach i bulwach ziemniaków. Obserwując konidia w glebie i infekcję bulw, stwierdził, że grzybnia może przetrwać w bulwach mroźną zimę
Przeprowadził dokładne badania nad rdzą zbożową (Puccinia graminis), patogenem powodującym chorobę o nazwie rdza źdźbłowa zbóż i traw. Wykazał, że P. graminis wymaga różnych żywicieli na różnych etapach swojego rozwoju, a jednym z nich jest berberys. Odkrycie De Bary’ego wyjaśniło, dlaczego usuwanie roślin berberysu było od dawna praktykowane jako metoda zwalczania tej choroby.
De Bary badał również powstawanie porostów, które są wynikiem związku między grzybem a glonem. Prześledził etapy, przez które rosły i rozmnażały się oraz adaptacje, które umożliwiły im przetrwanie suszy i zimy. W 1879 r. utworzył słowo „symbioza” w swojej monografii Die Erscheinung der Symbiose. Starannie przestudiował morfologię pleśni, drożdży i grzybów i zasadniczo ustanowił mykologię jako nową, niezależną naukę.
Koncepcja i metody De Bary’ego wywarły ogromny wpływ na rozwijającą się dziedzinę bakteriologii i botaniki. Opublikował ponad 100 prac naukowych i wywarł wpływ na wielu studentów, którzy później zostali wybitnymi botanikami i mikrobiologami, takimi jak Siergiej Winogradsky (1856–1953), William Gilson Farlow (1844–1919) i Pierre-Marie-Alexis Millardet (1838–1902). Był jednym z najbardziej wpływowych biologów XIX wieku. Zmarł na guza szczęki po przejściu rozległej operacji.
Przy nazwach naukowych utworzonych przez niego taksonów standardowo dodawany jest skrót jej nazwiska de Bary (zobacz: lista skrótów nazwisk botaników i mykologów).